# 渡辺三重
渡辺 三重（わたなべ さえ、1968年（昭和43年）12月27日 - ）は日本の体操選手。1984年ロサンゼルスオリンピックに出場した。